# NTLDR
NTLDR（NT Loader）は過去のWindows NT系における標準のブートローダである。

## 概要
NTLDRはWindows NT系のブートローダであり、Windows NT/2000/XP/Server 2003に付属した。
それより新しいWindows Vistaおよびそれ以降はNTLDRの代わりにWindows Boot Managerが用いられている。
NTLDRはプライマリハードディスクドライブかブート可能なリムーバブルメディア（CD-ROM/USBメモリ/FDDなど）から起動することができる。もちろん、NTLDRはWindows NT系のOSばかりではなく、Windows 9x系やPC-UNIX（Linux/FreeBSDなど）などのWindows NT以外のOSもパーティションなどを設定することにより起動することができる。NTLDRを使用するためには起動ドライブのルートディレクトリに最低でも、NTLDRとBoot.iniを必要とする。また、NT系OSはそれに加えて、ntdetect.comも必要である。さらに、日本語版を含む東アジア言語バージョンの Windows では Bootfont.bin が必要である。

## 起動の順序
NTLDRは以下のようにOSを呼び出す。
1. マイクロプロセッサを32Bitモードに切り替える
2. ファイルシステムにアクセスする
3. Boot.iniを読み込み、もし2種類以上OSが記述されていればブートメニューを出す。
4. ブートメニューで選択されたOSがNT系以外のOSならば、NTLDRは記述されたファイルに起動を任せ、役割を終える。
  - ファイル名が指定されていない場合、BOOTSECT.DOSという名前のファイルが使用される。
  - /win95または/win95dosオプションが指定されている場合、Windows 9x系とDOS（MS-DOSまたはPC DOS）とのマルチブートのための処理が実行される[3]。
5. ブートメニューで選択されたOSがNT系のOSならば、NTLDRはntdetect.comを実行し、ハードウェアの情報収集をする。
6. Windows NT系のカーネルであるntoskrnl.exeを実行し、ntdetect.comで集めた情報を渡す。

## Boot.ini
NTLDRは[operating systems]の項目に2つ以上記述されていた場合、OSの選択画面を提示する。それを記述するファイルがBoot.iniである。

### Boot.iniの例
```
[boot loader]
timeout=30
default=multi(0)disk(0)rdisk(0)partition(2)\WINDOWS
[operating systems]
multi(0)disk(0)rdisk(0)partition(2)\WINDOWS="Microsoft Windows XP Professional" /fastdetect
C:\bootsect.dos="Microsoft Windows 98"
```

timeoutの値の単位は秒で、NTLDRのメニュー表示時間を設定できる。

### NT系OSの制御機能
NTLDRはNT系のOSのセーフモード起動なども制御している。使用されるオプションは以下のとおりである。
- /3gb
- /basevideo
- /baudrate=nnn
- /bootlog
- /burnmemory
- /crashdebug
- /debug
- /debugport=comx
- /fastdetect
- /maxmem=nn
- /nodebug
- /noexecute=optin (DEP)
- /noguiboot
- /nopae
- /noserialmice:comx
- /numproc
- /onecpu
- /pae
- /pcilock
- /safeboot
- /safeboot:dsrepair
- /safeboot:minimal
- /safeboot:minimal(alternateshell)
- /safeboot:network
- /usepmtimer
- /sos
- /win95
- /win95dos
- /year